# Ichimoku kinkō hyō
 (octobre 2016).

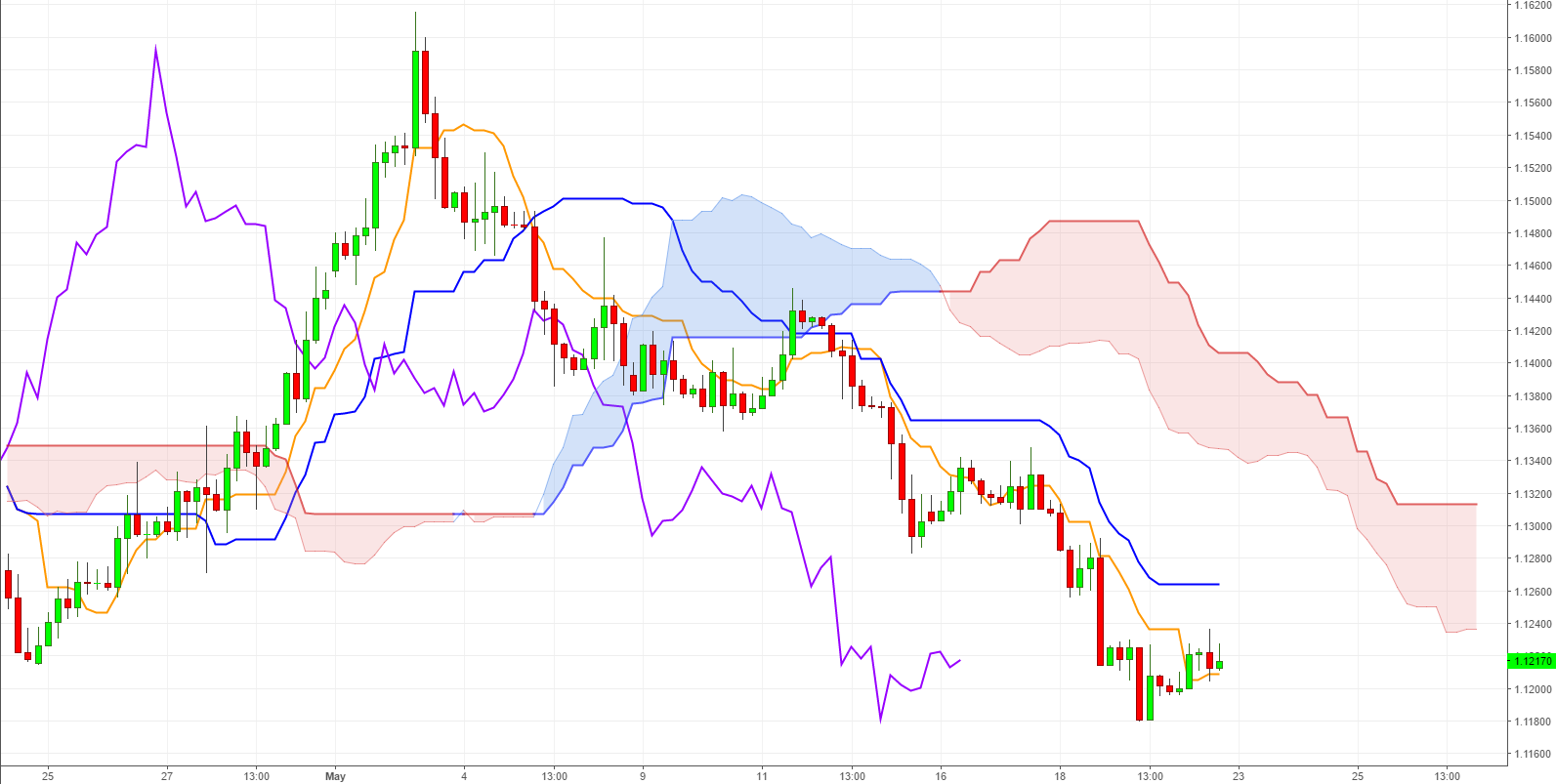
Ichimoku avec tous ses composants.

La technique Ichimoku kinkō hyō (一目均衡表) est un outil et une méthode d'analyse technique. C'est encore aujourd'hui une méthode communément utilisée au Japon et sur les marchés asiatiques, et désormais populaire dans le reste du monde. Ichimoku signifiant « d'un coup d’œil », kinko « équilibre » et hyo « courbe », le nom de la technique peut se traduire en « équilibre d'une courbe en un coup d’œil ». Cette méthode s'applique sur les chandeliers japonais.

## Historique
La méthode Ichimoku kinkō hyō a été publiée aux alentours de 1969 par un journaliste japonais Goichi Hosoda (1898-1982), celui-ci souhaitait développer un méta-indicateur qui pourrait fournir aux traders à la fois :
- des niveaux de supports et résistances ;
- des points d'entrée et de sortie de trades ;
- la direction de la tendance ;
- la force des signaux.

Cette méthode semble partir du principe que les cycles boursiers durent deux mois, les réglages communs de l'indicateur (9/26/52) sont encore basés sur des semaines boursières de six jours comme à l'époque au Japon. Cependant, cette justification ne semble pas faire l'unanimité, les raisons à ces réglages pouvant être d'une nature plus profonde. La méthode peut être utilisée sur des unités de temps plus courtes. Malgré l'ancienneté des paramètres qui ne correspondent plus aux périodes boursières actuelles, le système continue à être pertinent car il est utilisé en grand nombre avec les réglages initiaux, notamment dans les salles de marché japonaises. Les réactions de marché se font donc de manière synchronisée sur les niveaux pertinents, ce qui ne serait pas le cas si chaque individu utilisait ses propres paramètres.
Afin de développer sa technique, Hosoda a fait appel à la fin des années 1940 à des étudiants qui calculaient à la main les courbes selon divers paramètres. C'est après une vingtaine d'années que les valeurs du système désormais en vigueur ont été retenues. Entre 1969 et 1980, Hosoda a publié une série de sept livres sur cette technique, évoquant à la fois des aspects scientifiques, philosophiques et spirituels. En 1996, Hidenobu Sasaki (1950-2008) a vulgarisé Ichimoku dans un premier ouvrage en anglais. D'autres auteurs ont par la suite publié plusieurs ouvrages consacrés à cet outil.

## Calcul des différentes courbes
La méthode Ichimoku kinkō hyō nécessite 5 indicateurs distincts, et un nuage qui constitue en fait l'espace présent entre deux de ces lignes. Les formules de calcul sont ici données avec le réglage d'origine (9/26/52) et il suffit de remplacer ces nombres correspondants pour personnaliser le système. Ces nombres correspondent à la période de calcul et à la projection temporelle d'une courbe vers le futur ou le passé.

### Tenkan-Sen (転換線)
Souvent abrégée en « Tenkan » ou TS, il s'agit du milieu entre la valeur du plus haut et la valeur du plus bas sur les neuf dernières périodes observées (en horaire une session de bourse compte neuf heures). Cela peut être vu comme le prix d'équilibre (le milieu entre le plus haut et le plus bas) sur neuf périodes de cotation :

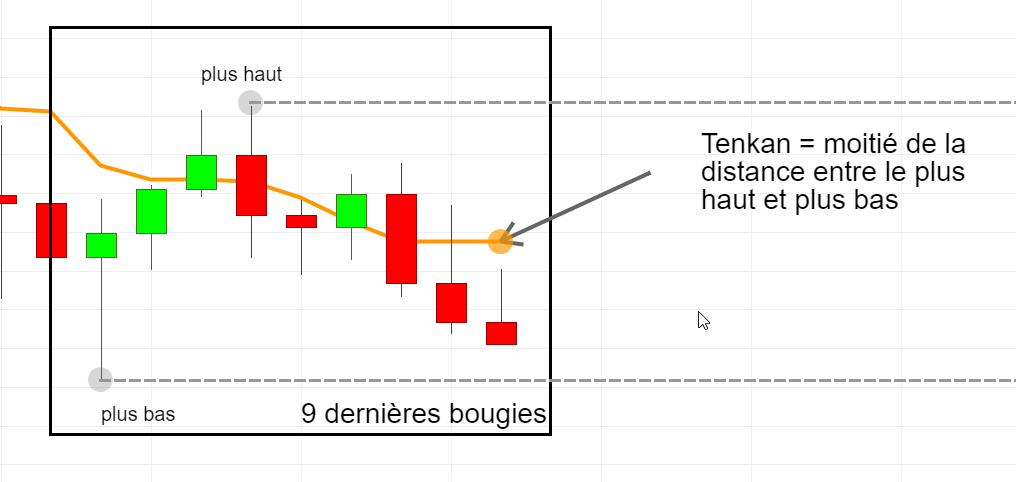
Exemple de calcul de la Tenkan.

{\displaystyle {\begin{aligned}H&={\text{maximum du prix sur les 9 bougies précédentes}}\\B&={\text{minimum du prix sur les 9 bougies précédentes}}\end{aligned}}}
{\displaystyle Tenkan={\frac {(H+B)}{2}}=B+{\frac {(H-B)}{2}}}

### Kijun-Sen (基準線)
Souvent abrégée en « Kijun » ou KS, il s'agit du milieu entre la valeur du plus haut et la valeur du plus bas sur les vingt six dernières périodes observées. Le calcul est le même que la Tenkan, sauf que la période est différente. 

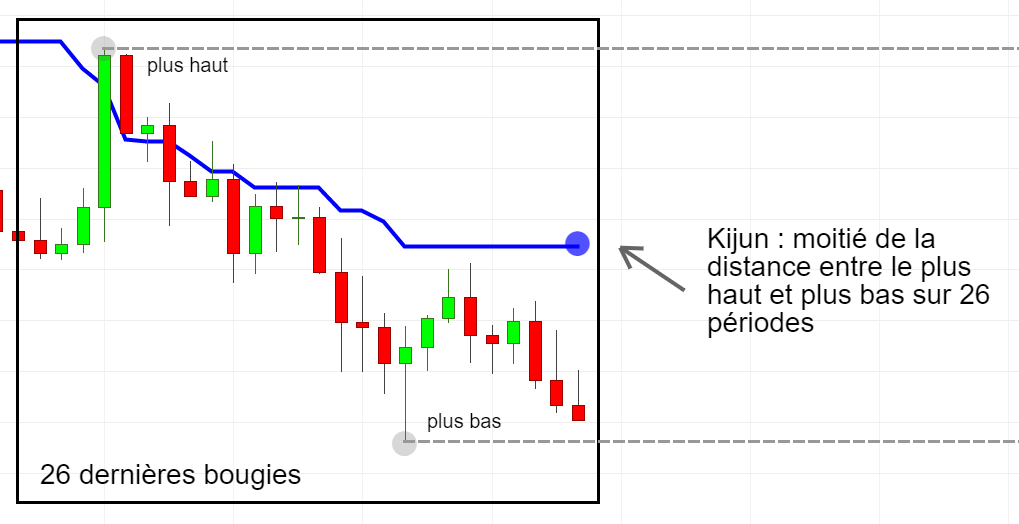
Exemple de calcul de la Kijun.

{\displaystyle {\begin{aligned}H&={\text{maximum du prix sur les 26 bougies précédentes}}\\B&={\text{minimum du prix sur les 26 bougies précédentes}}\end{aligned}}}
{\displaystyle Kijun={\frac {(H+B)}{2}}=B+{\frac {(H-B)}{2}}}

### Chikō Span ou Chikō (遅行)
Souvent abregée en « Chikō » ou CS, elle correspond au dernier prix de clôture projeté vingt-six périodes en arrière. Elle est aussi appelée Lagging Span pour les analystes anglophones et le terme est également souvent utilisé par les analystes francophones.

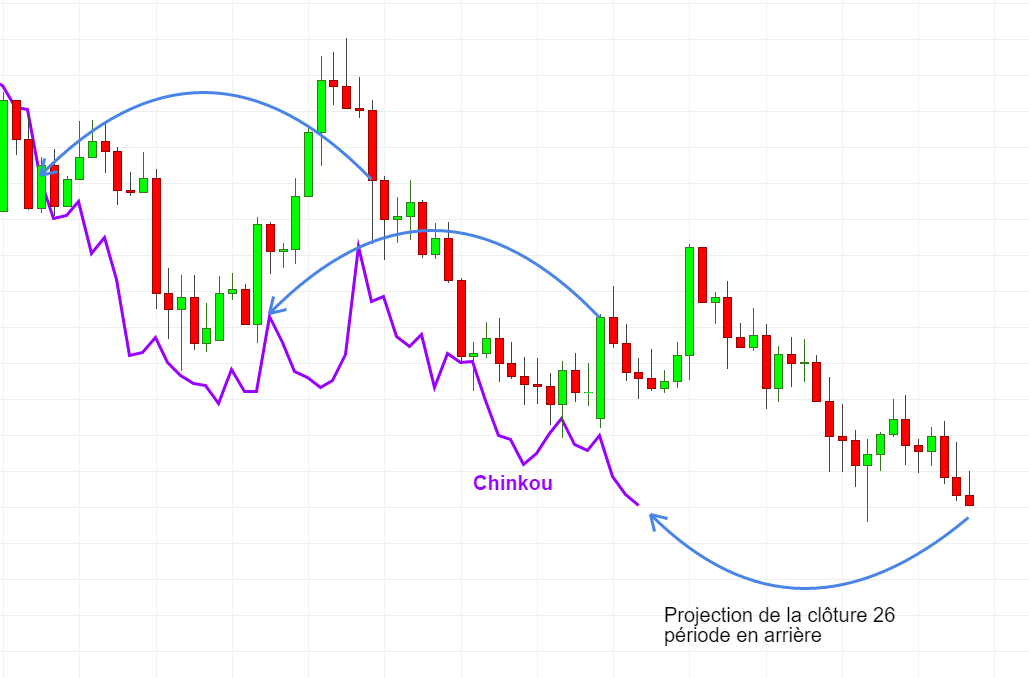
Exemple de calcul de la Chikou.

### Senkō Span A (先行)
C'est la première frontière du nuage, on l'abrège souvent en « SSA ». Il s'agit du milieu de la Tenkan et de la Kijun projeté vingt-six périodes en avant.

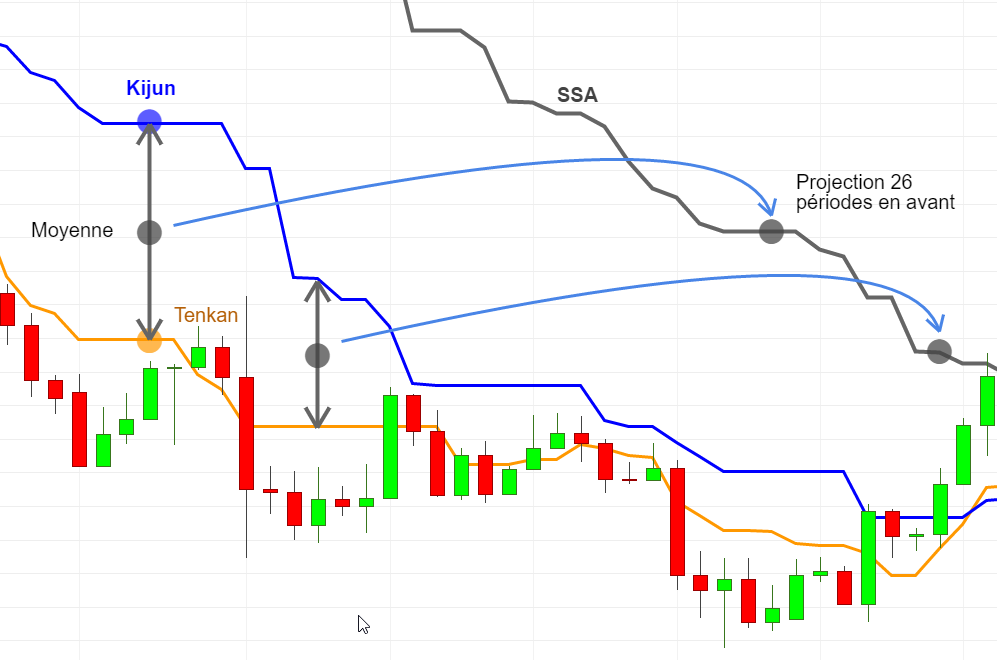
Exemple de calcul de la SSA.

### Senkō Span B
Deuxième frontière du nuage, abrégée en « SSB ». Il s'agit du milieu du plus haut et du plus bas des 52 dernières périodes, projeté 26 périodes en avant (on peut la voir comme une Kijun sur 52 périodes mais décalée vers l'avant). La SSB est une ligne « plus forte » que la SSA dans le sens où sa période est plus grande. En d'autres termes, elle est plus difficile à traverser et peut faire office de support/résistance.

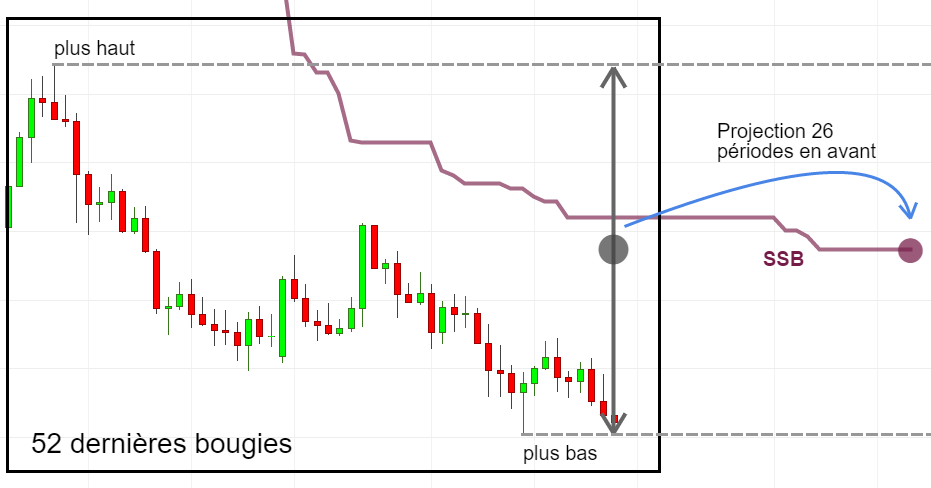
Exemple de calcul de la SSB.

La raison du décalage de 26 périodes vient du fait qu'Hosoda considérait un cycle de 76 bougies, Jun, et le nuage ainsi construit indique le niveau d'équilibre sur lequel les prix retourneraient si on considère qu'ils ont fini leur évolution (sommet ou creux atteint).

### Kumo (雲)
Le Kumo, littéralement « nuage », est la surface située entre Senkou Span A et Senkou Span B, que A soit supérieur à B ou B supérieur à A. Le nuage peut être vu comme une représentation graphique des divergences de l'évolution des prix sur les durées de 9, 26 et 52 périodes. En effet, la SSB est calculée sur 52 périodes alors que la SSA est basée sur Tenkan/Kijun avec des périodes intrinsèques de 9 et 26 périodes. Une SSA s'éloignant de la SSB avec un nuage qui s'épaissit de facto, signifie que l'évolution à court terme s'écarte sensiblement de la tendance à moyen terme. Certains traders parlent du nuage comme d'une « zone d'équilibre » ou de « neutralité ». Selon la configuration, le nuage peut être un frein à la progression des prix, il agit tantôt comme résistance ou support selon la position des prix par rapport à lui et il n'est pas rare de voir le cours venir rebondir sur les frontières du nuage.

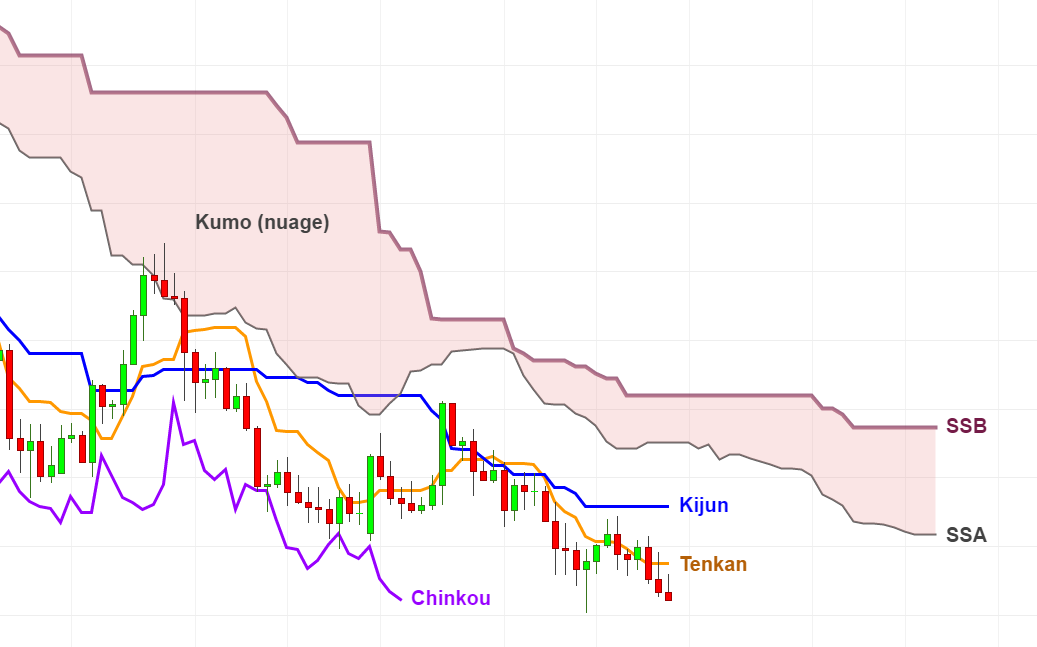
Vue d'ensemble de tous les composants Ichimoku.

## Interprétation

### Nuage
De manière générale, lorsque le cours est situé au-dessus du nuage celui-ci exerce un rôle de support et la tendance est haussière. À l'inverse, lorsque le cours est situé sous le nuage celui-ci exerce un rôle de résistance et la tendance est baissière. L'inclinaison du nuage est une indication de la force de la tendance. L'épaisseur d'un nuage en tendance donne aussi des informations de force : un nuage fin sera plus facile à traverser qu'un nuage épais. Certains tradeurs accordent plus ou moins d'importance à l'épaisseur du nuage en fonction de la dynamique du marché. Certains ne tiennent pas compte de l'épaisseur mais s'intéressent plus particulièrement aux niveaux définis par le nuage via ses bords (SSA et SSB). 

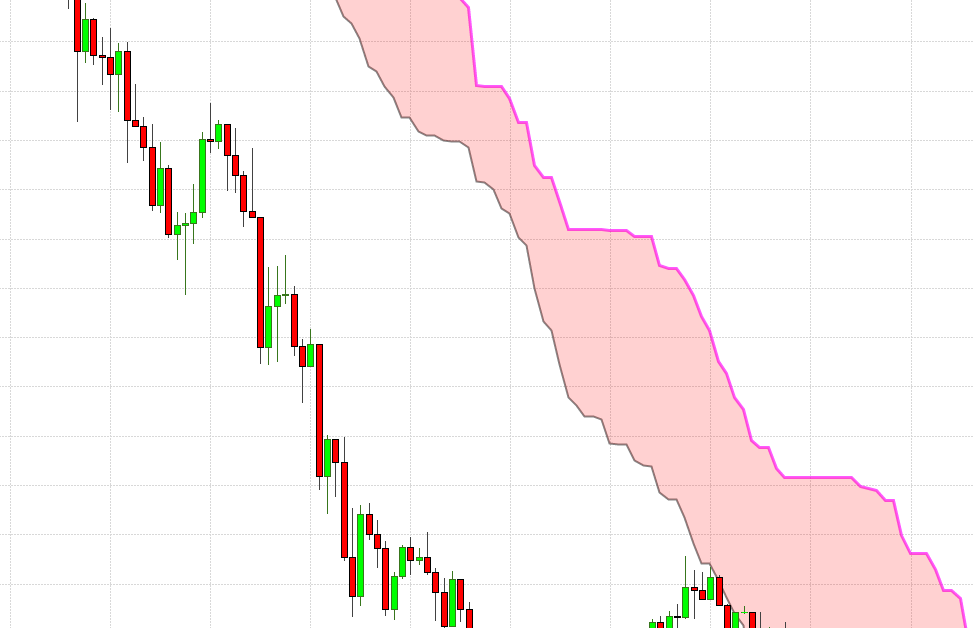
Marché en tendance avec un nuage pentu.

Lorsque le nuage change de direction et passe de baissier à haussier ou vice-versa, on parle alors de "twist" (torsion). Cela se traduit par un croisement de la SSA et de la SSB, le nuage se retourne sur lui-même comme un ruban. Un nuage qui latéralise et présente des « twists » successifs est une indication que le marché évolue dans un « range » et n'a plus de tendance claire.

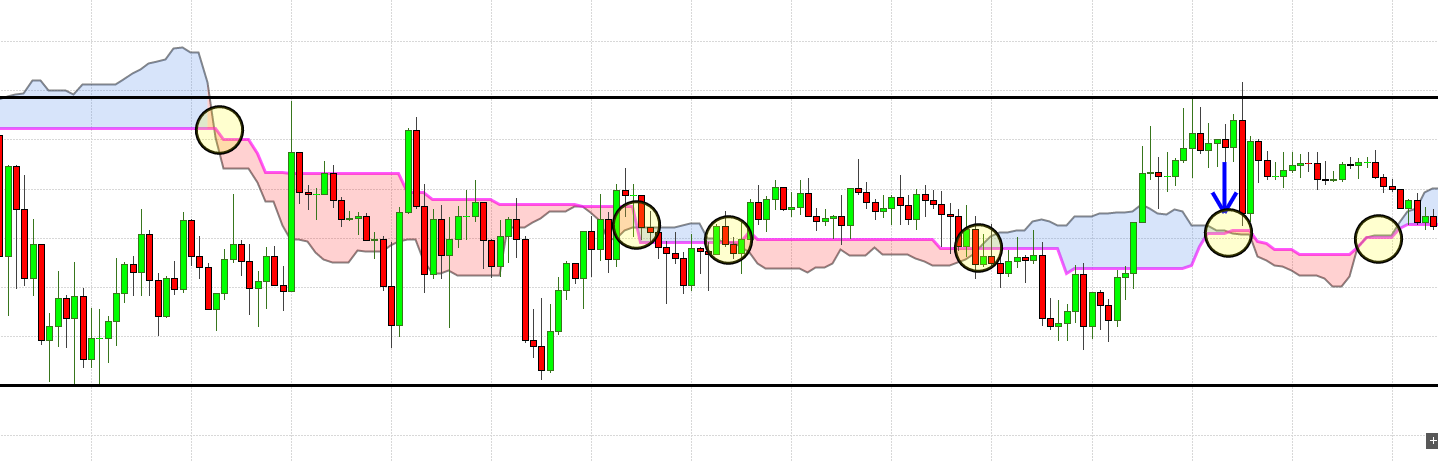
Marché en « range » avec un nuage à plat et des « twists » successifs (cercles jaunes) indiquant une tendance neutre. Les bornes hauts et basses du range ont été représentées par des horizontales noires.

Tout comme les autres lignes de l'Ichimoku, le nuage permet de dégager des lignes de support/résistance. En effet, une SSA ou SSB plate (c'est-à-dire que l'un des bords du nuage est plat) est un signe que le marché a stagné d'une certaine manière sur ces niveaux et que ces zones ont été travaillées. La SSB est à cet égard plus forte que la SSA (voir ci-dessus) : un niveau défini via une SSB sera potentiellement plus travaillé par les prix qu'un niveau extrait de la lecture de la SSA.
Certains tradeurs déconseillent de procéder à des achats ou des ventes dans le nuage puisqu'il constitue une sorte de zone d'équilibre, d'autres le mettent en corrélation avec les autres informations fournies par Ichimoku pour décider. D'autres tradeurs encore n'y voient aucun inconvénient.

### Kijun
La Kijun est vue comme une ligne d'équilibre servant tantôt de support ou de résistance. C'est l'une des lignes les plus importantes de l'Ichimoku. Elle est un indicateur de la tendance comme le serait une moyenne mobile, le calcul étant différent puisque basé sur une valeur médiane entre deux bornes au lieu d'un lissage de plusieurs valeurs sur une période donnée. Une évolution régulière par paliers avec une pente certaine est un signe d'une tendance soutenue. Une Kijun plate et longue est un signe que le marché a cessé de faire des plus hauts ou/et des plus bas sur la période considérée (vingt-six bougies), c'est-à-dire qu'il évolue latéralement. De ce constat peut découler d'autres techniques de trading plus adaptées à ces situations sans tendance nette (achat en bas du « range », vente en haut, passage à des unités de temps plus courtes, etc.).
Les zones plates définies par une Kijun peuvent servir à déterminer des niveaux de support/résistance. Comme la Kijun représente les 50 % de la distance entre le plus haut et le plus bas des vingt-six dernières bougies, elle est à mettre en relation avec les niveaux de Fibonacci qui sont souvent utilisés en analyse technique, la Kijun correspond donc au niveau 0,5 de Fibonacci pour les 26 dernières bougies. Ce constat est utile pour évaluer la profondeur d'un retracement ou d'une correction.

### Tenkan
La Tenkan est une « Kijun rapide » dont la périodicité est environ trois fois plus petite. Elle suit les prix de plus près et un écart important entre les prix et la Tenkan est un signe que le marché est en survente ou en surachat et qu'un mouvement correctif est à envisager. Certains tradeurs utilisent les croisements Tenkan/Kijun comme une indication pour des achats/ventes mais cette pratique ne fait pas l'unanimité.

### Chikō
La Chikō est une ligne que beaucoup de tradeurs considèrent comme essentielle. Elle est fréquemment employée comme un filtre pour confirmer ou infirmer la prise du trade. L'interprétation exacte varie ici selon les tradeurs mais une règle répandue est de ne procéder à un achat que si Chikō se trouve au-dessus des prix, et à l'inverse, une vente nécessite une Chikō dessous les prix. Des règles plus strictes interdisent l'achat ou la vente si Chikō ne se trouve pas du bon côté du nuage. Les tradeurs parlent souvent de Chikō « bloquée » que ce soit par des niveaux de support/résistance ou des chandelles. On observe en effet souvent que Chikō rebondit ou réagit sur son propre cours ou sur des niveaux importants. 
Chikō peut aussi être considérée vis-à-vis d'autres informations présentes sur le graphique comme les lignes de tendance ou autres figures chartistes (rectangles, biseaux, etc.). Une sortie de ces figures par Chikō peut être vue comme un signal supplémentaire. On observe également des variantes consistant à utiliser d'autres indicateurs comme des bandes de Bollinger ou des pivots et à observer leur interaction avec Chikō pour en tirer des signaux d'achat ou de vente.

## Utilisation
Ichimoku peut être utilisé avec n'importe quelle unité de temps, que ce soit en scalping (unités courtes, par exemple cinq minutes), en « daily » (trade ne dépassant pas la journée) ou en « swing » (journées, semaines, etc.). Il arrive souvent que pour une unité de temps donnée, Ichimoku fournisse un certain nombre de niveaux intéressants pour une entrée (via les plats des différentes lignes, Kijun, SSB, SSA ou encore Tenkan) mais qu'un objectif n'apparaisse pas. Dans ce genre de scénario, il est recommandé de passer à une unité de temps supérieure (ex. : passer d'une vue horaire à une vue journalière ou sur quatre heures) et d'essayer de déterminer des objectifs par l'observation des plats sur le même ensemble de lignes. 
Certains traders tracent des lignes horizontales à partir de tous les niveaux jugés importants, et ceci sur plusieurs unités de temps. À partir de ces lignes, des points d'entrée et de sortie peuvent être déterminés. Pour la gestion des stops, le même genre de concept peut être appliqué. Dans une tendance soutenue, qu'elle soit haussière ou baissière, il arrive souvent que le stop destiné à limiter une éventuelle perte soit placé aux alentours d'une Kijun ou d'un plat formé par les côtés du nuage. Ces zones sont considérées comme de bons niveaux de support/résistance que les prix auront plus de peine à franchir. Il s'agit ici de règles générales qu'il convient d'affiner selon les situations, la dynamique du marché, le type de trading et la gestion du capital. Comme dans toute technique de trading, des choix personnels interviennent.

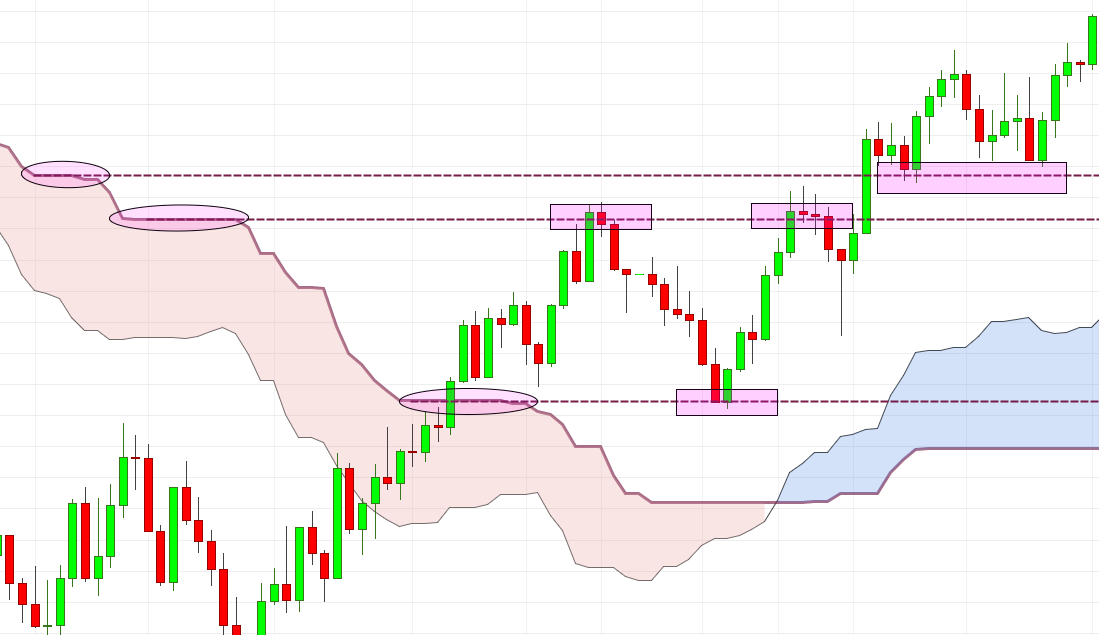
Utilisation des plats significatifs de SSB (ellipses roses) pour déterminer des zones de résistance et de support (rectangles rosés) sur lesquelles le marché peut potentiellement réagir.

## Théorie du temps
Les nombres (spans) suggérés par Hosoda sont 9, 17, 26, 33, .... 
Il existe deux cas de figure dans le cycles 
- Kihon Suchi : mêmes nombres de base, quand entre deux creux ou sommets il y a répétition des spans décrits précédemment.
- Taïto Suchi : quand la répétition entre deux vagues est un nombre quelconque.

## Théorie des vagues
Hosoda s'est également intéressé à la structure des mouvements impulsionnels et correctifs au sein des marchés. Il a développé une théorie qui s'apparente aux vagues d'Elliot mais qui est demeurée beaucoup plus confidentielle.

### Vagues principales I, V et N
Un mouvement principal dans une tendance peut être décomposé en trois sous-ensembles primaires : 
- une vague I : il s'agit d'une vague avec un segment, sous forme d'impulsion ;
- une vague V : il s'agit d'une vague avec deux segments, composée d'une impulsion (une vague I) et d'un mouvement correctif ;
- une vague N : il s'agit d'une vague avec trois segments, composée d'une impulsion avec une correction (une vague V) et un segment secondaire qui fait office d'impulsion secondaire.

Cette décomposition peut se faire à différentes échelles de temps et une vague peut être soit haussière ou baissière.

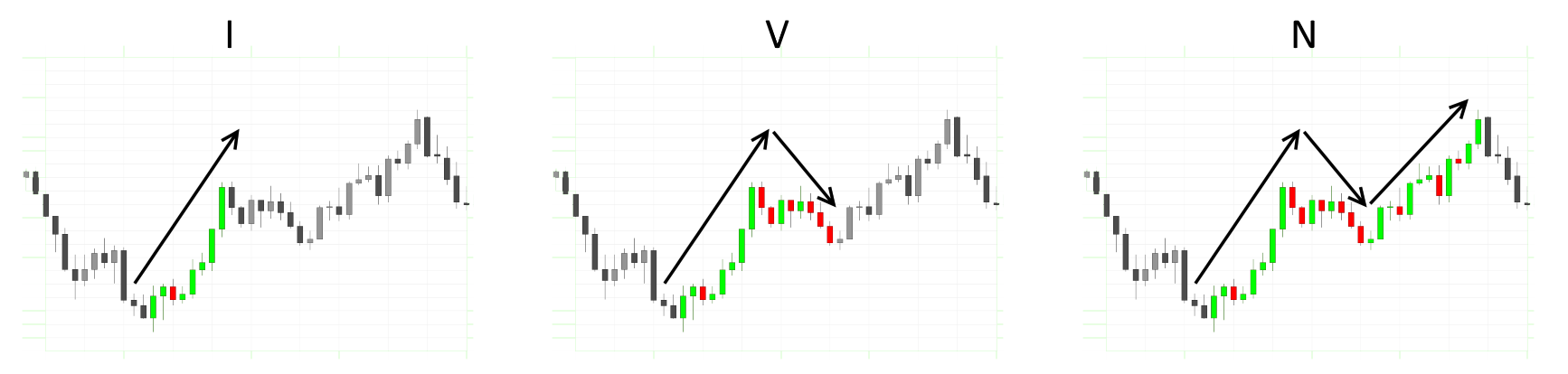
Vagues I/V/N (version haussière).

Chacune des vagues peut toutefois être utilisée indépendamment pour modéliser des mouvements plus complexes, du moment que la durée de chaque vague constituante est identique au sein du mouvement. Par exemple, un mouvement fictif sur trente jours pourrait être modélisé par une vague I sur dix jours, suivi d'une vague N sur les dix jours intermédiaires et finalement une vague V pour les dix jours restants. En pratique, il est difficile de décomposer les mouvements des marchés actuels en sous-ensembles de même durée. 

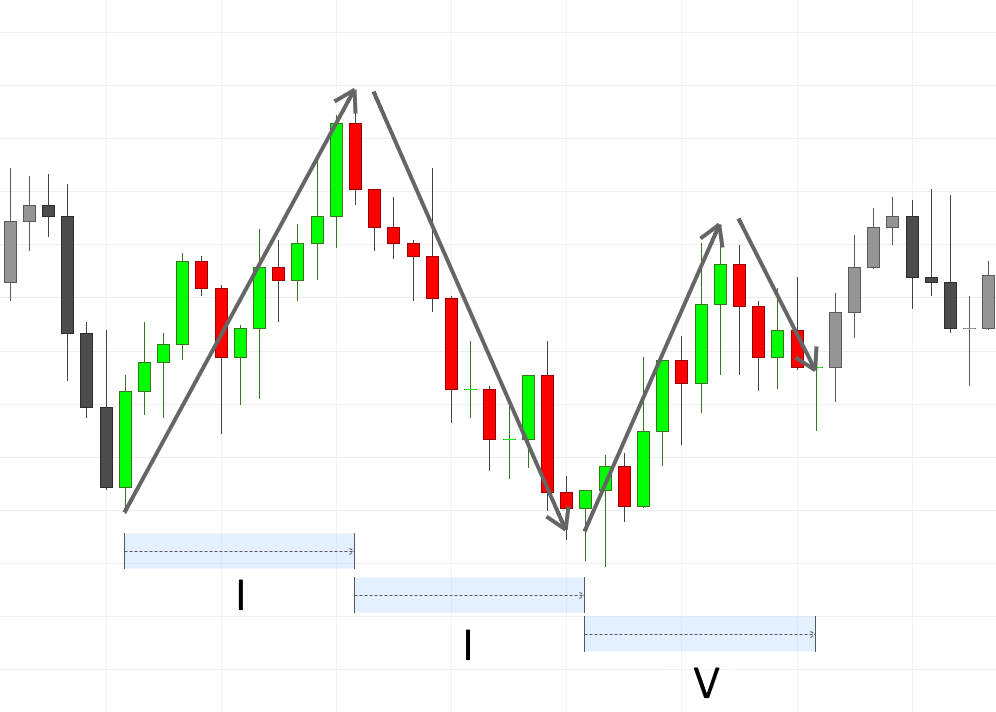
Combinaison de vagues : I haussière, I baissière et vague V haussière.

### Vagues secondaires P et Y, et bougies Y et B
Hosoda a introduit deux autres types de vague secondaires : 
- une vague P : vague avec une impulsion suivi d'une phase de consolidation en forme de triangle se rétrécissant (correspond à la figure chartiste dite du « fanion ») ;
- une vague Y : identique à la vague P sauf avec une consolidation en forme de biseau d'élargissement.

La partie de consolidation de ces deux vagues comprend cinq segments. 
D'autre part, l'enchaînement des différents types de vagues permet de définir deux types de bougies, les bougies B et Y (non pas comme la vague), autres indicateurs donnés par Hosoda, qui signalent les retournements (majeurs ou mineurs).

## Signaux
En trading, les caractéristiques et les conditions d'un signal (d'achat ou de vente) varie fortement d'un trader à l'autre, en fonction de la méthodologie, des unités de temps, de la gestion du risque, etc. Une indication doit toujours être corrélée à d'autres informations afin d'en augmenter sa pertinence (la garantie n'étant jamais absolue sur les marchés). Il existe toujours des contre-exemples invalidant un signal même si les conditions étaient remplies.

### Méthode du croisement Tenkan/Kijun
Cette méthode consiste à regarder si Tenkan/Kijun se croisent. Elle s'apparente aux méthodes consistant à observer les croisements de moyennes mobiles où une moyenne mobile rapide (équivalente de Tenkan) croise une moyenne mobile lente (équivalente de la Kijun). En fonction de la position du croisement, des prix par rapport au nuage et de Chikou, alors un signal sera donné. Pour un signal haussier (respectivement baissier), Chikou doit impérativement être au-dessus du prix (respectivement au-dessous) au moment du croisement. La force du signal est renforcée si le croisement se trouve du bon côté du nuage (au-dessus du nuage pour haussier et au-dessous pour baissier). Il convient d'indiquer que ce type de méthode est moins fiable en période de « range » où les lignes se croisent souvent. Cependant le prix reste à confirmer par d'autres influences telles les nouvelles économiques (dans ce cas le signal de l'ichimoku peut être faussé).

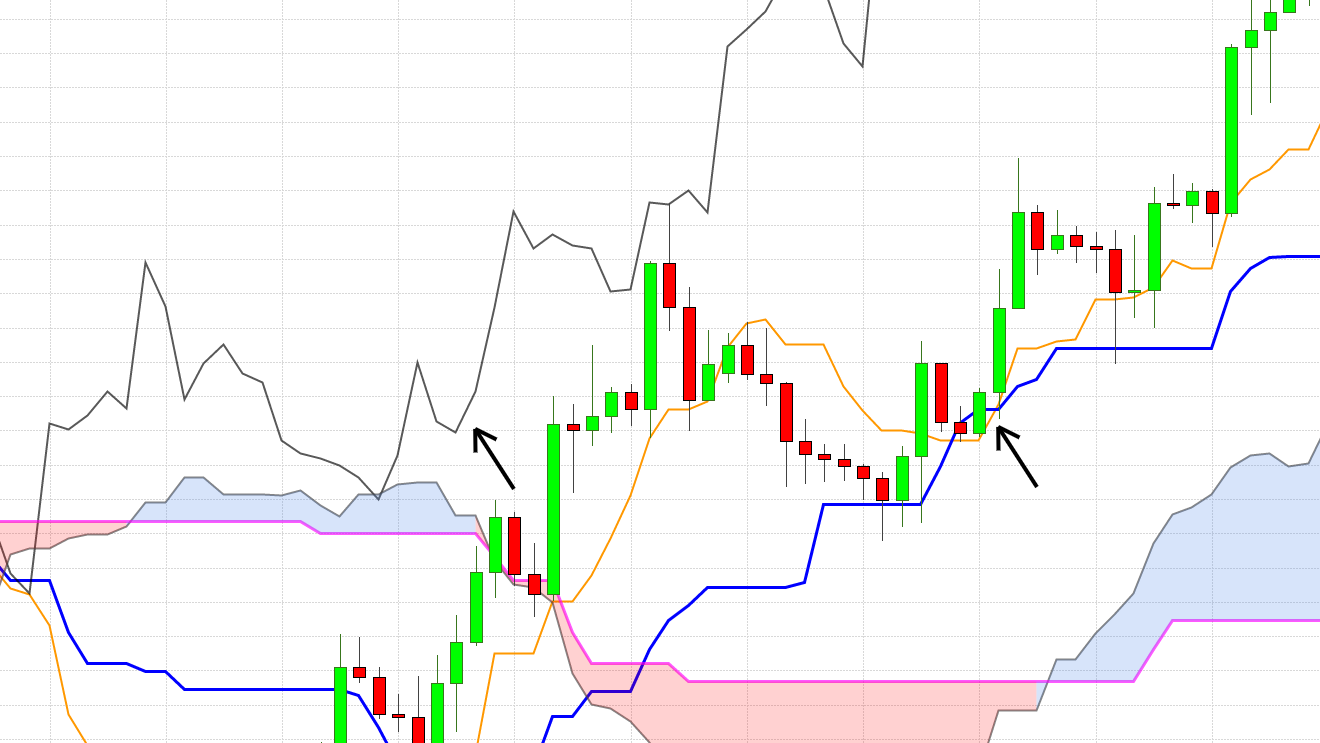
Signal haussier fort, croisement à la hausse de la Tenkan qui passe au-dessus de la Kijun (flèche à droite). Les prix sont au-dessus du nuage, de même que Chikou au moment du croisement (flèche à gauche).

Il est important de savoir que la méthode du croisement Tenkan avec Kijun est contestée. L'une des critiques est que ce croisement arrive à un moment beaucoup trop tardif par rapport au mouvement des prix et présente les mêmes défauts que les méthodes basées sur des croisements de moyennes mobiles. Cette méthodologie est beaucoup décrite sur Internet mais une application stricte n'apporte pas forcément les résultats escomptés.
| Type de signal  | Prix                | Type de croisement | Position du croisement | Chikou             |
| --------------- | ------------------- | ------------------ | ---------------------- | ------------------ |
| Haussier fort   | Au-dessus du nuage  | Tenkan > Kijun     | Au-dessus du nuage     | Au-dessus du prix  |
| Haussier moyen  | Au-dessus du nuage  | Tenkan > Kijun     | Dans le nuage          | Au-dessus du prix  |
| Haussier faible | Au-dessus du nuage  | Tenkan > Kijun     | Au-dessous du nuage    | Au-dessus du prix  |
| Baissier fort   | Au-dessous du nuage | Tenkan < Kijun     | Au-dessous du nuage    | Au-dessous du prix |
| Baissier moyen  | Au-dessous du nuage | Tenkan < Kijun     | Dans le nuage          | Au-dessous du prix |
| Baissier faible | Au-dessous du nuage | Tenkan < Kijun     | Au-dessus du nuage     | Au-dessous du prix |